# 监利中学
监利中学是位于中華人民共和國湖北省监利市江城路的一所高中，是监利市的重点中学。其于1999年8月与监利一中分开建设，于2005年被翔宇教育集团合并。